# (474022) 2016 GD65
(474022) 2016 GD65 es un asteroide perteneciente al cinturón de asteroides, descubierto el 20 de diciembre de 2009 por el equipo del Catalina Sky Survey desde el Catalina Sky Survey, Arizona, Estados Unidos.

## Designación y nombre
Designado provisionalmente como 2016 GD65.

## Características orbitales
2016 GD65 está situado a una distancia media del Sol de 2,995 ua, pudiendo alejarse hasta 3,773 ua y acercarse hasta 2,217 ua. Su excentricidad es 0,259 y la inclinación orbital 14,71 grados. Emplea 1893 días en completar una órbita alrededor del Sol.

## Características físicas
La magnitud absoluta de 2016 GD65 es 16,254. Tiene 2,852 km de diámetro.